# Карпинський Франц Пилипович
Карпи́нський Фра́нц Пили́пович (нар. 18 червня 1906, Івашків — пом. 16 травня 1945, Берлін)  — командир взводу 442-го окремого саперного батальйону 248-ї стрілецької дивізії, Герой Радянського Союзу (1946), старший лейтенант.

## Біографія
Карпинський Франц Пилипович народився 18 червня 1906 року в селі Івашків Кодимського району Одеської області. Українець. Закінчив початкову школу.
До війни працював на механічному заводі в місті Ашхабад начальником відділу збуту і забезпечення.
Призваний в Червону Армію Ашхабадським МВК в 1941 році.
Воював на Південно-Західному, 3-му й 4-му Українських та 1-му Білоруському фронтах.
За роки війни пройшов шлях від рядового, сапера до старшого лейтенанта, командира саперного взводу.
В 1943 році закінчив курси молодших лейтенантів.
Під час ведення вуличних боїв у Берліні, 29 квітня 1945 року, взвод старшого лейтенанта Карпинського Ф. П. отримав завдання зробити проходи в барикадах і стінах будівель для наступу радянської піхоти. Після вибухів вдало закладених зарядів, Карпинський повів своїх саперів в атаку разом зі стрілецькими підрозділами. Під час цієї атаки був смертельно поранений.
Помер у шпиталі ХППШ № 4169 16 травня 1945 року.
Похований на військовому кладовищі міста Берлін.
Указом Президії Верховної Ради СРСР від 15 травня 1946 року командиру взводу 442-го окремого саперного батальйону 248-ї стрілецької дивізії старшому лейтенанту Карпинському Францу Пилиповичу присвоєно звання Героя Радянського Союзу (посмертно).

## Нагороди
- Медаль «Золота Зірка» Героя Радянського Союзу
- Орден Леніна
- Орден Вітчизняної війни 1-го ступеня
- Орден Червоної Зірки
- Орден Слави 3-го ступеня